# Траут (езеро, Онтарио)
Езерото Траут (Пъстървово езеро) (на английски: Trout Lake) е 16-о по големина езеро в провинция Онтарио. Площта му, заедно с островите в него е 413 км2, която му отрежда 117-о място сред езерата на Канада. Площта само на водното огледало без островите е 368 км2. Надморската височина на водата е 394 м.
Езерото се намира в западната част на провинция Онтарио, на 200 км източно от езерото Уинипег и на 55 км северно от езерото Сьол. Траут има дължина от запад на изток 27 км, а максималната му ширина е 22 км. В езерото се вливат множество малки реки (най-голяма река Траут Ривър), а от него изтича река Чикуни, десен приток на река Инглиш Ривър (от басейна на езерото Уинипег. Има силно разчленената брегова линия с множество заливи, полуострови и острови (45 km2).
На югозападното крайбрежие на езерото е разположен провинциалният парк „Траут Лейк“.